# Камфора (лекарственное средство)
Ка́мфора (лат. Camphora) —  белое кристаллическое вещество, терпеноид. Применяется в качестве лекарственного средства — стимулятора дыхания, аналептика. Как местнораздражающее средство входит в состав мазей или применяется самостоятельно.

## Фармакологическое действие
Лекарственное средство растительного происхождения, оказывает антисептическое, местнораздражающее, местное анальгезирующее и противовоспалительное действие. Возбуждая чувствительные нервные окончания кожи, расширяет кровеносные сосуды и улучшает трофику органов и тканей.

## Фармакокинетика
При нанесении на поверхность кожи частично всасывается, подвергается окислению. Продукты окисления соединяются с глюкуроновой кислотой и выводятся почками. Часть камфоры выделяется в неизмененном виде лёгкими и с желчью.

## Применение
Показания
Артралгия, миалгия, ишиас, радикулит, профилактика развития пролежней. Острая зубная боль вызванная открытием нерва из-за поражения кариесом. (Масло камфоры наносится непосредственно на поражённое место зуба, или в виде ватного тампона), для снятия боли на продолжительное время.
Противопоказания
Гиперчувствительность, склонность к судорожным реакциям; нарушение целостности кожных покровов, воспалительные заболевания кожи в месте предполагаемого нанесения.
С осторожностью
Беременность, период лактации, детский возраст.
Побочное действие
Аллергические кожные реакции (крапивница); раздражение кожи; головная боль, головокружение.

## Режим дозирования
Наружно, наносят на поражённые и болезненные участки в виде мази, компрессов, растираний 2-3 раза в день. Продолжительность лечения — 7-10 сут.
Передозировка
Симптомы: возбуждение, тахикардия, судороги. Лечение: симптоматическое.